# Distretto di Corculla
Il distretto di Corculla è uno dei dieci distretti della provincia di Paucar del Sara Sara, in Perù. Si trova nella regione di Ayacucho e si estende su una superficie di 97,05 chilometri quadrati.

Ha per capitale la città di Corculla e nel censimento del 2005 contava 555 abitanti.